# Oranjeknolknikmos
Oranjeknolknikmos (Bryum tenuisetum) is een soort uit het geslacht knikmos (Bryum). Het bladmos komt voor op kale vochtige bodem.

## Determinatie
Oranjeknolknikmos is door zijn gele broedknollen een makkelijk herkenbare soort van zure, organische en minerale bodems. Het is vaak sterk rood aangelopen. Sporenkapsels zijn geregeld te vinden.

## Ecologie
Oranjeknolknikmos komt op de zuurste en voedselarmste standplaatsen voor, zoals op leemarm zand in heideterreinen. 

## Verspreiding
In Nederland komt het oranjeknolknikmos vrij algemeen voor. Het staat niet op de rode lijst en is niet bedreigd. Het staat wel op de Europese Rode Lijst. Veel nieuwe vindplaatsen liggen in natuurontwikkelingsterreinen op de hogere zandgronden en in de laagveengebieden en de kalkarme duinen. 